# Sønderby
Sønderby is een plaats in de Deense regio Hovedstaden, gemeente Frederikssund, en telt 330 inwoners (2007).